# Iommi (Album)
Iommi ist ein Heavy-Metal-Album des Black-Sabbath-Gitarristen Tony Iommi. Es wurde am 17. Oktober 2000 von Divine Recordings veröffentlicht. Als Produzent diente neben Tony Iommi selbst Bob Marlette. Im Gegensatz zu Iommis beiden weiteren Soloalben sind auf Iommi zahlreiche Gastsänger und -musiker beteiligt.
Das Songwriting des Albums nahm fast fünf Jahre in Anspruch. Alle Songs wurden von Tony Iommi, dem Produzenten Bob Marlette (außer Black Oblivion) und den jeweiligen Sängern geschrieben.

## Tracklist mit Gastsängern
1. Laughing Man (In the Devil Mask) – Henry Rollins (Iommi, Marlette, Rollins)
2. Meat – Skin (Iommi, Marlette, Skin)
3. Goodbye Lament – Dave Grohl (Grohl, Iommi, Marlette)
4. Time Is Mine – Phil Anselmo (Anselmo, Iommi, Marlette)
5. Patterns – Serj Tankian (Iommi, Marlette, Tankian)
6. Black Oblivion – Billy Corgan (Corgan, Iommi)
7. Flame On – Ian Astbury (Astbury, Iommi, Marlette)
8. Just Say No to Love – Peter Steele (Iommi, Marlette, Steele)
9. Who’s Fooling Who – Ozzy Osbourne (Iommi, Marlette, Osbourne)
10. Into the Night – Billy Idol (Idol, Iommi, Marlette)

## Musiker
- Tony Iommi – Gitarren
- Terry Phillips – Bass auf Song 1
- Bob Marlette – Keyboard, Bass auf Song 2
- Laurence Cottle – Bass auf den Songs 3, 4, 5, 7, 8 und 9
- Billy Corgan – Bass und Rhythmus-Gitarre auf Song 6
- Peter Steele – Bass auf Song 8
- Ben Shepherd – Bass auf Song 10
- Martin Kent (Ace) – Rhythmus-Gitarre auf Song 2
- Brian May – Lead-Gitarre auf Songs 3 und 7
- Jimmy Copley – Schlagzeug auf Songs 1 und 5
- John Tempesta – Schlagzeug auf Song 2
- Dave Grohl – Schlagzeug auf Song 3
- Matt Cameron – Schlagzeug auf den Songs 4, 7, 8 und 10
- Kenny Aronoff – Schlagzeug auf Song 6
- Bill Ward – Schlagzeug auf Song 9

## Singleauskopplung
Der Song Goodbye Lament wurde als einziger als Singleauskopplung veröffentlicht. Er erreichte Platz zehn in den US-amerikanischen Mainstream Rock Tracks und Platz 129 in den Billboard 200.